# Кириленко Михайло Григорович
Кириленко Михайло Григорович  (нар. 9.01.1949, Одеська область) — художник-живописець.

## Біографія
М. Г. Кириленко народився 9 січня 1949 року в с. Богунове Іванівського району Одеської області.
В 1967 році закінчив загальноосвітню школу.  
У 1971 році закінчив Одеський державний педагогічний інститут імені К. Д. Ушинського і отримав повну вищу освіту.
Педагогічну діяльність почав в 1971 року на Волині. Згодом в 1975 році переїхав в місто Хотин Чернівецької області і став одним із учасників створення Хотинської художньої школи. Серед учнів є багато відомих художників, архітекторів, майстрів народного мистецтва. зокрема,   Валентина Козяр , Анатолій Фурлет, Іван Кириленко, Анатолій Москаленко.
Виставкову діяльність  почав у 1975 році.

## Творча діяльність

### Художник
Твори М. Кириленка можна побачити як в державних, так і в приватних колекціях дев'яти країн світу. Одні із нещодавніх творів художника є «Осінній акорд» (2013), «Птах щастя» (2013), «Мелодія ранку» (2013) і «Дажбог» (2012).

###### Виставки художника
2012 — Виставка в Будинку художника Київ Україна
2012 — Персональна виставка галерея «Візантія» Київ Україна
2012 — Виставка галерея «New gallery» Київ Україна
2012 — Всеукраїнська виставка, присвячена Дню художника. Київ Україна
2012 — Міжнародна виставка «Art-week», Київ
2012 — Міжнародна виставка «Art-week», Москва
2013 — Всеукраїнська виставка Жіночого портрета Київ
2013 — Виставка-проект,, Внутрішній діалог "Одеса, Україна
Роботи знаходяться в приватних колекціях України та за кордоном, експонувалися в Києві, Одесі, Хмельницькому, Вінниці, Чернівцях, Москві, Дубаї